# Confresa
Confresa – miasto i gmina w Brazylii, w stanie Mato Grosso.